# Патросиниу, Жозе ду
Жозе Карлус ду Патросиниу (Патросинью, порт. José Carlos do Patrocínio; 9 октября 1854, Кампус-дус-Гойтаказис, штат Рио-де-Жанейро — 29 января 1905, Рио-де-Жанейро) — бразильский писатель

, журналист. Один из основателей и член Бразильской академии литературы (1897—1905).
Видный деятель аболиционистского движения. Один из самых известных борцов за отмену рабства в Бразилии, известный, как «Тигр аболиционизма» («O Tigre da Abolição»).

## Биография
Сын викария и освобождённой темнокожей рабыни. Отец юридически не признал своего сына, но частично оплатил учёбу в фармацевтической школе. Позже, до 1874 года изучал медицину в Федеральном университете Рио-де-Жанейро.
Занимался журналистикой. Был в числе основателей журнала Os Ferrões. Использовал псевдоним «Notus Ferrão». В 1879 году стал редактором издания Gazeta de Notícias , где помещал статьи под псевдонимом «Proudhomme». За короткое время его статьи на тему аболиционизма увеличили ежедневный тираж газеты с 2000 до 12000 экземпляров.
Выдающийся деятель антирабовладельческого движения Бразилии с 1879 года. В 1880 году вместе с Жоакимом Набуко основал общество аболиционистов, названное Конфедерацией аболиционистов. Члены Конфедерации были известны сбором пожертвований для рабов.
Стал известен, благодаря своим аболиционистским трудам.
Автор Манифеста Конфедерации аболиционистов — декларации о политических целях и намерениях сторонников отмены рабства в Бразилии (1883).
Умер от кровохарканья во время выступления в честь Альберто Сантос-Дюмона на сцене театра.

## Избранные публикации
- 1875: Os Ferrões, quinzenário satírico, 10 números, em colaboração com Dermeval Fonseca;
- 1877: Mota Coqueiro ou A pena de morte, (роман);
- 1879: Os retirantes, (роман);
- 1883: Manifesto da Confederação Abolicionista (манифест);
- 1884: Pedro Espanhol, (роман);
- 1885, 17 de maio: Conferência pública, no Teatro Politeama, em sessão da Confederação Abolicionista